# Station Salzgitter-Lebenstedt
Station Salzgitter-Lebenstedt (Haltepunkt Salzgitter-Lebenstedt) is een spoorwegstation in de Ortsteil Lebenstedt van de Duitse plaats Salzgitter, in de deelstaat Nedersaksen. Het station ligt aan het eindpunt van de spoorlijn Salzgitter-Drütte - Derneburg.

## Indeling
Het station beschikt over één zijperron, die niet is overkapt maar voorzien van een abri. Het perron is te bereiken vanaf de straat Konrad-Adenauer-Straße, hier bevinden zich ook een parkeerterrein, fietsenstalling, taxistandplaats, bushalte en een DB Agentschap.

## Verbindingen
De volgende treinserie doet het station Salzgitter-Lebenstedt aan:
| Serie | Treinsoort                   | Route                                    | Bijzonderheden                 |
| ----- | ---------------------------- | ---------------------------------------- | ------------------------------ |
| RB 44 | Regionalbahn (DB Regio Nord) | Braunschweig Hbf – Salzgitter-Lebenstedt | 1x per twee uur in het weekend |